# Muñoz Point
Muñoz Point är en udde i Antarktis. Den ligger i Västantarktis. Argentina, Chile och Storbritannien gör anspråk på området.
Terrängen inåt land är huvudsakligen kuperad, men åt sydost är den bergig. Havet är nära Muñoz Point västerut. Trakten är glest befolkad. Närmaste befolkade plats är Gonzalez Videla Station, 2,0 km öster om Muñoz Point. 